# Wag the Dog (album)
Wag the Dog je glazba iz filma Predsjedničke laži koju je skladao Mark Knopfler.

## Popis pjesama
1. "Wag the Dog" - 4:44
2. "Working on It" - 3:27
3. "In the Heartland" - 2:45
4. "An American Hero" - 2:04
5. "Just Instinct" - 1:36
6. "Stretching Out" - 4:17
7. "Drooling National" - 1:53
8. "We're Going to War" - 3:23